# Isole di San Pietro
Le isole di San Pietro (in russo Острова Петра, ostrova Petra) sono un gruppo di isole russe bagnate dal mare di Laptev.
Amministrativamente fanno parte del distretto di Tajmyr del Territorio di Krasnojarsk, nel Circondario federale della Siberia.

## Geografia
Le isole sono situate nella parte nord-orientale della penisola del Tajmyr, tra il golfo di Faddej (залив Фаддея, zaliv Faddeja) e la baia di Maria Prončiščeva (бухта Марии Прончищевой, buchta Marii Prončiščevoj).
Si tratta di 2 isole principali, separate dallo stretto Mod (пролив Мод, proliv Mod), e una ventina tra altre isole, isolotti e lingue di sabbia (in russo коса, kosa), che si sviluppano da nord-ovest a sud-est e hanno una superficie totale di circa 300 km². Sull'isola maggiore (isola Pëtr-Severnyj) si raggiunge l'altezza massima di 32 m s.l.m.

Il clima è artico. Il mare attorno alle isole è coperto di ghiaccio per la maggior parte dell'anno e fa da ponte naturale agli animali della terraferma.
Le isole principali sono:
- Isola Severnyj o Isola Pëtr-Severnyj (Остров Пётр-Северный), per distinguerla da altre isole col medesimo nome, è l'isola al centro e la più grande del gruppo, nonché quella con l'elevazione massima. Ha un'area di 175,2 km² e uno sviluppo costiero di 100,6 km.[1] È separata dalla terraferma dallo stretto di San Pietro (пролив Петра, proliv Petra), in alcuni punti non più largo di 1,2 km. Sono presenti numerosi piccoli fiumi stagionali ma nessun lago. Le coste sono irregolari: nella parte settentrionale si aprono due baie (Ermak e Dvojnaja), create dalla posizione dell'isola Vstreč; a nord-ovest si apre la baia Asjamova, tra i capi Startovyj e Finiš; a est si aprono invece le baie Studenaja e Omulevaja, protette dal mare aperto da alcune isolette. 76°40′N 112°25′E
- Isola Južnyj o Isola Pëtr-Južnyj (Остров Пётр-Южный), è la seconda isola per grandezza ma significativamente più piccola di Severnyj. Si trova a sud-est e dista circa 9 km da quest'ultima. Ha una forma a C con la baia Nord (бухта Норд, buchta Nord) che si apre a nord-est. Essa è protetta dal mare aperto dalle piccole isole Bar'ernye e dalla kosa Golaja; al suo interno si trova isoletta senza nome. Altre due isolette senza nome, dalla forma allungata, si trovano rispettivamente lungo la costa nord-ovest e lungo quella sud-ovest. Il territorio ha un'altezza massima di 13 m s.l.m.; sono presenti un lago (nel nord) e una decina di piccoli fiumi stagionali. 76°20′N 113°15′E

Isole minori:
- Isola Doždevoj (Остров Дождевой),[2] è a nord-ovest di Severnyj, ha una forma irregolare con una lunghezza massima di 3 km e una larghezza massima di 3,2 km. È separata dalla terraferma dallo stretto Šljupočnyj (пролив Шлюпочный, proliv Šljupočnyj), largo 1,5 km, e si trova poco a est delle baie Topornaja e Skrytaja, allo sbocco delle quali si trovano rispettivamente una e due isolette senza nome. L'altezza massima è di soli 8 m s.l.m. Nella parte settentrionale si apre l'ampia baia Drovjanaja (бухта Дровяная, buchta Drovjanaja). 76°37′10″N 111°48′40″E
- Isola Vstreč (Остров Встреч),[3] si trova a nord di Severnyj e con essa forma le due ampie baie di Ermak (a ovest) e Dvojnaja (a est). Nella parte occidentale della prima baia si trovano due isolette allungate senza nome; altre due rotondeggianti si trovano all'interno della seconda. L'altezza massima è di soli 7 m s.l.m. 76°36′55″N 112°20′33″E
- Isola Bar'ernaja (коса Барьерная, kosa Bar'ernaja),[4] è una lunga lingua di sabbia, proseguimento dell'estremità orientale di Vstreč. Chiude a est la parte meridionale della baia Dvojnaja. 76°34′59″N 112°35′50″E
- Isola Serpastyj (Остров Серпастый), si trova lungo la costa orientale di Severnyj e a sud della kosa Bar'ernaja, allo sbocco settentrionale della baia Studenaja. A sud-sud-est c'è un'isoletta allungata senza nome. 76°32′38″N 112°38′26″E
- Isola Volnolomnyj (Остров Волноломный),[5] si trova lungo la costa orientale di Severnyj e chiude a est la baia Omulevaja. 76°28′02″N 112°44′25″E
- Isola Bezymjannyj (Остров Безымянный),[6] si trova a sud-est di Severnyj, separata da essa dallo stretto Omulevyj (пролив Омулевый) e dalla terraferma dallo stretto di San Pietro. Tra le isole minori è la più grande; ha un'altezza massima di 11 m s.l.m. e sono presenti due piccoli fiumi stagionali. 76°24′09″N 112°38′36″E
- Isola Klešnja (Остров Клешня), si trova a nord-ovest di Južnyj, a 17 km dalla terraferma. Come indica il nome,[7] ha la forma della chela di un granchio, con una lunghezza massima di circa 6 km; è un'isola sabbiosa con un'elevazione massima di 7 m s.l.m. 76°27′46.8″N 113°07′01.4″E
- Isola Mnogomysnyj (Остров Многомысный), è una piccola isola che si trova tra Klešnja e Južnyj. 76°25′43.4″N 113°11′16″E
- Isole Bar'ernye (Острова Барьерные),[4] sono 2 isole allungate all'estremità nord-orientale di Južnyj, che chiudono a nord-est la baia Nord. 76°25′24.3″N 113°20′04.9″E
- Isola Golaja (коса Голая),[8] è una lingua di sabbia a sud-est delle isole Bar'ernye, allo sbocco meridionale della baia Nord. 76°23′12.98″N 113°26′25.65″E

Vengono considerate parte delle isole di San Pietro anche le seguenti, nonostante si trovino circa 40 km a nord-ovest del gruppo principale; talvolta vengono però considerate come gruppo separato (isole di Sant'Andrea):
- Isola di Sant'Andrea (Остров Андрея, ostrov Andreja), è la più occidentale del gruppo, situata a ovest della penisola Povorotnyj e a nord del golfo di Sant'Andrea. Ha un'altezza massima di 12 m s.l.m. e sono presenti 3 piccoli laghi. Poco a sud si trova un isolotto senza nome. 76°46′43.21″N 110°47′14.49″E
- Isola di San Paolo (Остров Павла, ostrov Pavla), si trova poco a est di Sant'Andrea, nella medesima posizione. 76°46′15.49″N 110°51′21.67″E
- Isola Koška (Остров Кошка), è una lunga striscia di sabbia che circonda l'estremità della penisola Povorotnyj ed è da essa separata dallo stretto Katernyj (пролив Катерный). Sono presenti 2 piccoli laghi e nello stretto c'è un isolotto senza nome. 76°45′54.86″N 111°12′22.06″E

## Storia
Le isole sono state scoperte nel 1736 dall'ufficiale di marina ed esploratore artico russo Vasilij Vasil'evič Prončiščev.